# Фабінг

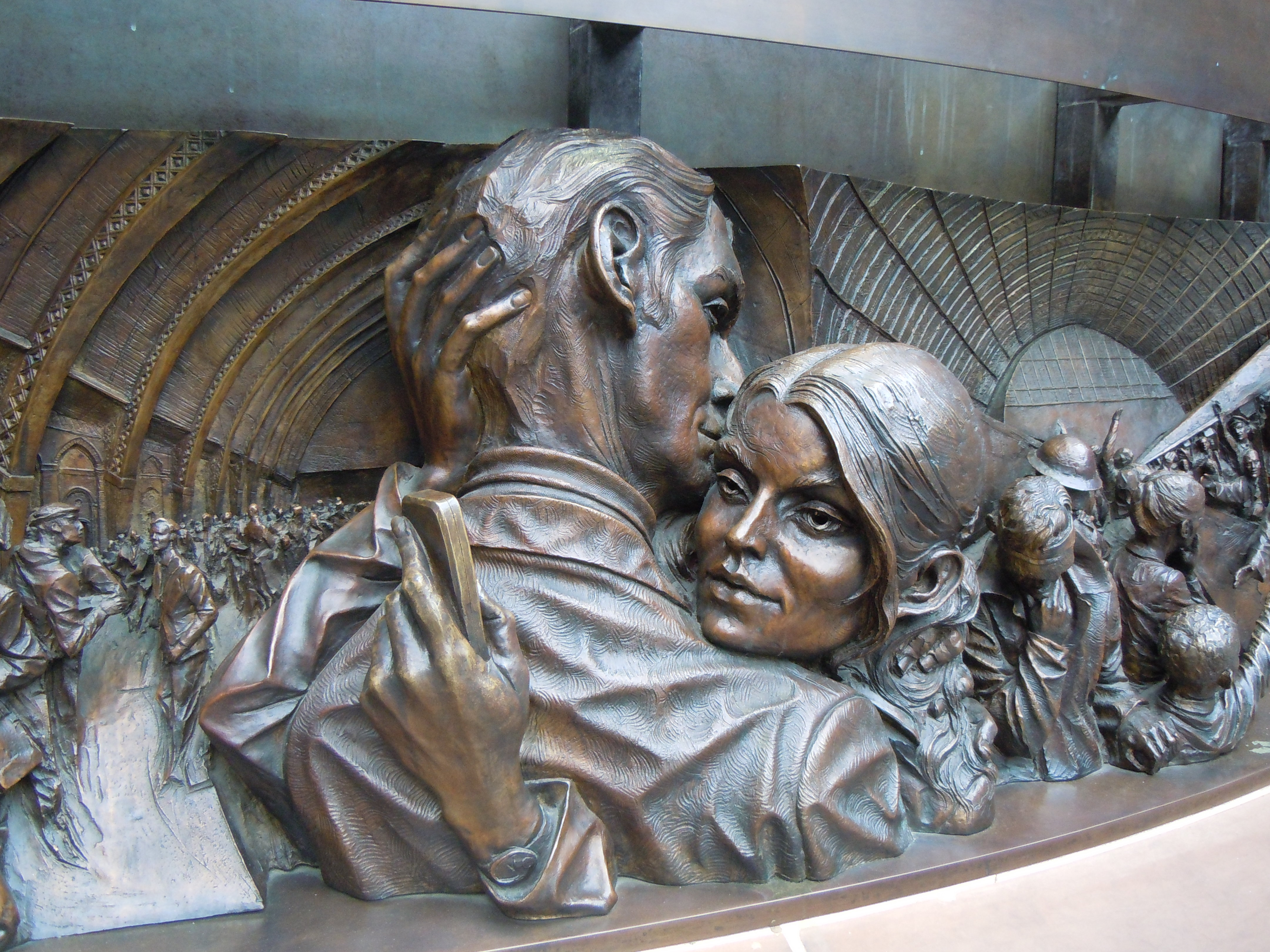
Деталь барельєфа на залізничній станції Сент-Панкрас у Лондоні

Фабінг (phubbing; від англ. Phone — «телефон» і snubbing — «зневажливе ставлення») — психологічний термін, що позначає звичку постійно відволікатися на свій телефон під час розмови зі співрозмовником.
Термін «фабінг» з'явився в травні 2012 року в Університеті Сіднея, де рекламне агентство McCann влаштувало з'їзд літературознавців, письменників і поетів, щоб дати назву новому явищу, коли людина під час живого спілкування постійно відволікається на смартфон.

## Основні ознаки фабінгу
- Під час прийому їжі людина не може відірватися від гаджета.
- Тримання смартфона в руці навіть під час ходьби.
- Моментальне хапання смартфона при звукових оповіщеннях, незважаючи на бесіду з людиною.
- Під час відпочинку (пікнік, день народження, вечірка, прогулянка) людина більшу частину часу проводить в гаджеті.
- Боязнь пропустити що-небудь важливе в стрічці новин.
- Безпідставне перегортання вже побаченого в мережі.
- Бажання проводити в компанії смартфона більшу частину свого часу.

## Кампанія Stop Phubbing
Для того, щоб поширити таке поняття як фаббінг, маркетологи запустили кампанію Stop Phubbing, в ході якої вони закликали молодь перемикнутися на живе спілкування. Спочатку багато ЗМІ повідомляли, що організатором руху став 23-річний мельбурнський студент Алекс Хейг, який нібито втомився від власних друзів, які постійно втуплені у смартфони. Але на початку жовтня 2013 року McCann випустило фільм A Word is Born, присвячений появі нового слова. Виявилося, що галас навколо Stop Phubbing був використаний для реклами нового видання австралійського національного словника Маккворі («Macquarie Dictionary»), в який слово фабінг офіційно увійшло в 2013 році. Юний Алекс Хейг виявився співробітником рекламного агентства, якому вдалося поширити новий термін немов вірус. Газета Herald Sun, в яку звернувся Хейг, вперше написала про фабінг, після чого ЗМІ інших країн підхопили цю новину.
Гасло кампанії: No Tweeting, No Facebook, No Instagram, No Foursquare, No Sexting: respect the food, the music and the company you're in. Завдяки проведеній кампанії про фабінг дізналися по всьому світу. На сайті Stop Phubbing досі можна підтримати рух, а також знайти власну статистику кампанії: «87% підлітків воліли б спілкуватися за допомогою тексту, а не лицем до лиця», «в ресторані в середньому близько 25 випадків фабінгу під час вечері» .

## Дослідження
Дослідження психологів Кентського університету (Огайо) зафіксували більшу схильність до фабінгу у жінок та виявили взаємозв'язок між фабінгом і «синдромом втрачених можливостей». Синдром втрачених можливостей або FOMO (від англ. «Fear of missing out») — острах пропустити цікаву подію або гарну можливість, що провокується в тому числі і переглядом соціальних мереж. Вчені відмічають, що близько 17 % власників мобільних телефонів постійно перевіряють свої гаджети. І з кожним роком кількість «залежних від смартфонів» зростає. Фабінг вже назвали хворобою 21 століття.